# گریمولدبی
گریمولدبی (به انگلیسی: Grimoldby) یک روستا و محله مدنی در بریتانیا است که در لیندسی شرقی واقع شده‌است. گریمولدبی ۹۹۵ نفر جمعیت دارد.